# Lewszyno (obwód kurski)
Lewszyno (ros. Левшино) – wieś (ros. деревня, trb. dieriewnia) w zachodniej Rosji, w sielsowiecie lubostańskim rejonu bolszesołdatskiego w obwodzie kurskim.

## Geografia
Miejscowość położona jest nad rzeką Skorodnaja, 14 km od centrum administracyjnego sielsowietu lubostańskiego (Lubostań), 5 km od centrum administracyjnego rejonu (Bolszoje Sołdatskoje), 60 km od Kurska.

## Demografia
W 2010 r. miejscowość zamieszkiwało 49 osób.